# Deal Castle
Deal Castle is een artilleriefort in het Engelse Deal dat tussen 1539 en 1540 op bevel van koning Hendrik VIII werd gebouwd. Het fort maakte deel uit van de henriciaanse kastelen en blokhutten; een reeks artillerieversterkingen die door Hendrik VIII werden gebouwd om de kust van Engeland en Wales te verdedigen tegen een invasie van Frankrijk en het Heilige Roomse Rijk. Meer dan 250 jaar lang verdedigde het fort de strategisch belangrijke ankerplaats Downs voor de Engelse kust. In 1648 doorstond het een zwaarbevochten belegering tussen koningsgezinden en parlementsgezinden tijdens de Tweede Engelse burgeroorlog.

## Hedendaags gebruik
Vanaf 1730 werd het fort geleidelijk omgevormd tot een deftige residentie en rond 1800 was de militaire rol feitelijk opgehouden. In de jaren 50 werd het omgevormd tot een toeristische attractie en sindsdien wordt het beheerd door English Heritage.